# Кашперівський цукровий завод
Кашперівський цукровий завод — підприємство харчової промисловості в селі Кашперівка Тетіївського району Київської області.

## Історія

### 1856 - 1917
Невеликий цукровий завод у селі Кашперівка Таращанського повіту Київської губернії Російської імперії побудований у середині 1850-х років у маєтку поміщика Л. Свейковського на місці старої винокурні і почав роботу в 1856 році.
Спочатку, до 1861 року на заводі працювали кріпосні селяни. У 1860 році тут працювали два кваліфікованих майстра і 309 сезонних робітників (селян з навколишніх сіл), і в цьому році виготовлено 19 125 пудів цукру.
Після створення акціонерного товариства Кашперівського цукрового заводу" в 1868 році почалося оснащення заводу новим обладнанням, що збільшило виробничі потужності. Якщо у 1879 році на заводі працювало 220 осіб і випущено 52 тис. пудів цукру, то в 1884 році - 2858 людина і 103,5 тис. пудів цукру.
У 1901 році цукровий завод і бурякові плантації, що забезпечували його сировиною, стали власністю франко-бельгійського акціонерного товариства «Франк ель-К».
У 1903 році тут побудований рафінадний цех, продукція якого (колотий цукор-рафінад) йшла на експорт
У цей час умови праці були важкими (робочий день тривав 14-16 годин), охорони праці не було (що призводило до нещасних випадків на виробництві), оплата була низькою (7 - 8 рублів на місяць). В результаті, під час першої російської революції в травні 1905 року почали страйк робітники економії, що вимагали підвищити зарплату. До них приєдналися робітники цукрового заводу.
У 1913 році завод виробив 368 407 пудів цукру.
Після Лютневої революції 1917 року завод почав працювати з перебоями, так як Тимчасовий уряд розплачувався лише знеціненими паперовими асигнаціями-"керенками" (в результаті, у квітні 1917 року місцеві селяни на волосному сході заборонили вирубувати ліс на дрова для цукрового заводу).

### 1918 - 1991
У січні 1918 року тут встановлена радянська влада, почався переділ землі, а на цукровому заводі ввели робочий контроль, проте вже в березні 1918 року його окупували німецькі війська (які залишалися тут до листопада 1918 року). Надалі, до 1920 року село перебувало у зоні бойових дій громадянської війни.
Одночасно з початком відновленням заводу на початку 1920 року в селі виникло "Товариство незаможних працівників Кашперівського заводу", яке об'єднувало 90 чоловік і займалося сільським господарством.
У 1921 році завод відновив роботу і виготовив 11 877 пудів цукру. Цього ж 1921 році при заводі створено агротехнічні курси, курси з ліквідації неграмотності і заводський самодіяльний театр. У 1922 році на землях колишньої економії створений бурякорадгосп з 3 тис. гектарів землі.
У 1925 році завод переробив 85 тис. тонн буряків і виготовив понад 5 тис. тонн цукру, 1096 тонн меляси і значна кількість жому. Загальна чисельність робітників становила понад 600 осіб.
Згідно з першим п'ятирічним планом розвитку народного господарства СРСР у 1929 році почалася реконструкція підприємства (зокрема, повністю механізована подача сировини). У 1930 році в результаті об'єднання цукрового заводу і бурякорадгоспу створений Кашперівский цукровий комбінат. У 1935 році встановлені парові турбіни потужністю 35 квт.
У 1930е-ті роки відкрито заводський клуб.
В ході Другої світової війни 17 липня 1941 року село окупували німецькі війська. Восени 1941 року тут виникла радянська підпільна група з 13 осіб, пов'язана з Тетіївської підпільною організацією. Підпільники зірвали план гітлерівців підірвати цукровий завод при відступі, однак окупанти все ж встигли знищити обладнання колгоспів і радгоспів. 1 січня 1944 року частини 155-ї стрілецької дивізії Червоної армії звільнили село від гітлерівців.
Перші 1000 центнерів цукру завод виробив вже в 1944 році.
Після війни завод був розширений і оснащений новим обладнанням. Тут побудовані водоочисні споруди, нові цехи і заводська ТЕЦ. Заводська котельня переведена на рідке паливо.
У 1960 році до складу Кашперівського бурякорадгоспу включили Кашперівську сільськогосподарську артіль (в результаті, площа земельних угідь для вирощування буряків була збільшена).
У 1967 році в дію введено 400-метровий гідротранспортер, нова газова піч та мийка. У результаті, якщо в 1967 році завод виробив 141,1 тис. центнерів цукру, то в 1969 році - 250,7 тис. центнерів цукру.
В цілому, в радянський час цукровий комбінат був найбільшим підприємством села і одним з найбільших підприємств району, на його балансі знаходилися житлові будинки та інші об'єкти соціальної інфраструктури.

### Після 1991
У травні 1995 року Кабінет Міністрів України затвердив рішення про приватизацію цукрового заводу і забезпечував його сировиною бурякорадгоспу. Надалі, державне підприємство перетворено у відкрите акціонерне товариство "Кашперівський цукровий завод".
У листопаді 2005 року господарський суд Київської області порушив справу про банкрутство заводу.
В умовах розпочатої у 2008 році економічної кризи, 22 лютого 2008 року Кабінет Міністрів України затвердив рішення про продаж пакета з 19,22% акцій підприємства, що залишався у державній власності.